# Fumino Kimura
Fumino Kimura (木村 文乃?, Kimura Fumino; Tokyo, 19 ottobre 1987) è un'attrice e doppiatrice giapponese affiliata alla Tristone Entertainment.

## Biografia
È apparsa in svariati film per il cinema e dorama televisivi.

## Filmografia

### Cinema
- Adan, regia di Shô Igarashi (2006)
- Kaze no daddu, regia di Shin'ichi Nakada (2006)
- Paradise Kiss (Paradaisu Kisu), regia di Takehiko Shinjō (2011)
- Run 60, regia di Toshirô Sonoda (2011)
- Gokudô meshi, regia di Tetsu Maeda (2011)
- Me wo tojite giragira, regia di Masanori Tominaga (2011)
- Potechi, regia di Yoshihiro Nakamura (2012)
- Kyō, koi o hajimemasu, regia di Takeshi Furusawa (2012)
- Bokutachi no koukan nikki, regia di Teruyoshi Uchimura (2013)
- Jôkyô monogatari, regia di Toshiyuki Morioka (2013)
- Subete wa kimi ni aeta kara, regia di Katsuhide Motoki (2013)
- The Little House (Chiisai ouchi), regia di Yōji Yamada (2014)
- Nishino Yukihiko no koi to bôken, regia di Nami Iguchi (2014)
- Taiyô no suwaru basho, regia di Hitoshi Yazaki (2014)
- Kuchibiru ni uta wo, regia di Takahiro Miki (2015)
- Inishiêshon rabu, regia di Yukihiko Tsutsumi (2015)
- Pîsu obu keiku, regia di Tomorowo Taguchi (2015)
- Jûjika, regia di Shô Igarashi (2016)
- Sukyanâ: Kioku no kakera o yomu otoko, regia di Shūsuke Kaneko (2016)
- Ranmaru: Kamino shita wo motsu otoko, regia di Yukihiko Tsutsumi (2016)
- Tsuioku, regia di Yasuo Furuhata (2017)
- Hitsuji no ki, regia di Daihachi Yoshida (2017)
- Hibana, regia di Itsuji Itao (2017)
- Itô kun A to E, regia di Ryūichi Hiroki (2018)
- My Retirement, My Life, regia di Takeo Kikuchi (2018)
- Inemuri Iwane, regia di Katsuhide Motoki (2019)
- The Fable, regia di Kan Eguchi (2019)
- Burû, regia di Keisuke Yoshida (2021)
- The Fable: The Killer Who Doesn't Kill, regia di Kan Eguchi (2021)
- Love Life, regia di Kōji Fukada (2022)
- Seven Secretaries: The Movie, regia di Naoki Tamura (2022)
- Kishibe Rohan Rûvuru e iku, regia di Kazutaka Watanabe (2023)
- City Hunter (Shiti Hanta), regia di Yūichi Satō (2024)
- Sei mesi e un anno (Yomei Ichinen to Senkoku Sareta Boku ga, Yomei Hantoshi no Kimi to Deatta Hanashi), regia di Takahiro Miki (2024)

### Televisione
- Kômyô ga tsuji – serie TV, episodi 1x46-1x47 (2006)
- Dandan – serie TV, 150 episodi (2008-2009)
- Natsu no koi wa nijiiro ni kagayaku – serie TV, episodio 1x04 (2010)
- Pâfekuto ripôto – serie TV, episodio 1x04 (2010)
- Hanawake no yonshimai – serie TV, episodio 1x01 (2011)
- Honto ni atta kowai hanashi: natsu no tokubetsu hen 2011, regia di Tomonobu Moriwaki – film TV (2011)
- Akujotachi no mesu, regia di Hiroki Hayama – film TV (2011)
- Mitsu no aji – serie TV, 11 episodi (2011)
- Ataru – serie TV, episodio 1x04 (2012)
- Hôkago wa mystery to tomoni – serie TV, episodio 1x05 (2012)
- Naniwa shônen tanteidan – serie TV, 12 episodi (2012)
- Kuro no onna kyôshi – miniserie TV, 10 puntate (2012)
- Umechan sensei – serie TV, 38 episodi (2012)
- Osozaki no Himawari ~Boku no Jinsei, Renewal~ – miniserie TV, 10 puntate (2012)
- Sodomu no ringo – miniserie TV, 1 puntata (2013)
- Furueru ushi – miniserie TV (2013)
- Kumo no Kaidan – serie TV, 10 episodi (2013)
- Tokeiya no musume, regia di Daisuke Yamamuro – film TV (2013)
- Hasegawa Machiko monogatari: Sazae-san ga umareta hi, regia di Yoshito Katô – film TV (2013)
- Henshin Interviewer no Yû'utsu – miniserie TV, 10 puntate (2013)
- Kuroi fukuin, regia di Kan Ishibashi – film TV (2014)
- Ashita, mama ga inai – miniserie TV, 9 puntate (2014)
- Yonimo kimyô na monogatari: 2014 Haru no tokubetsu hen, regia collettiva – film TV (2014)
- Naze shoujo wa kioku wo ushiawanakereba naranakattanoka?: Kokoro no kagakusha Narumi Saku no chousen, regia di Masahiro Ishida – film TV (2014)
- Suteki na Sen Taxi – miniserie TV, 1 puntata (2014)
- Zeni no sensô – miniserie TV, 11 puntate (2015)
- Mother Games – miniserie TV, 10 puntate (2015)
- Siren – miniserie TV, 9 puntate (2015)
- Kami no shita wo motsu otoko – miniserie TV, 10 puntate (2016)
- Suishô no kodô: satsujin bunseki-han – miniserie TV (2016)
- A Life: Itoshiki Hito – miniserie TV, 10 puntate (2017)
- Seirei no moribito – serie TV, 13 episodi (2016-2017)
- Boku, Unmei no Hito desu. – miniserie TV, 10 puntate (2017)
- Itô kun A to E – miniserie TV, 8 puntate (2017)
- 99.9 ~ Keiji Senmon Bengoshi – serie TV, episodio 2x09 (2018)
- Yonimo kimyô na monogatari: 2019 Rain Special, regia collettiva (2019)
- Swindle Detective – miniserie TV, 5 puntate (2019)
- Ishi no mayu – miniserie TV, 16 puntate (2015-2019)
- Chokotto Kyoto ni Sundemita, regia di Takuma Yoshimi – film TV (2019)
- Mechanic Butterflys – serie TV, episodio 1x01 (2019)
- Aku No Hado: Satsujin Bunsekihan – serie TV, episodio 1x05 (2019)
- Shichinin no hisho – serie TV, 8 episodi (2020)
- Kirin ga kuru – serie TV, 20 episodi (2020-2021)
- Konto ga hajimaru – miniserie TV, 2 puntate (2021)
- #Kazoku Boshu Shimasu – miniserie TV (2021)
- Chokotto Kyoto ni Sundemita – miniserie TV, 6 puntate (2022)
- Picu: Shôni Shûchû Chiryô-Shitsu – serie TV, 11 episodi (2022)
- Sukai kyassuru – miniserie TV (2024)